# Cònsol (Andorra)
El cònsol, al Principat d'Andorra, és un càrrec electe escollit a les eleccions comunals que tenen lloc cada quatre anys. Hi ha dos tipus de cònsols, el cònsol major i el cònsol menor. El cònsol major és qui presideix el comú, l'ens administratiu que governa les parròquies d'Andorra.
Hi ha un cònsol major i un cònsol menor a cadascun dels set comuns. A més, aquests estan compostos pels consellers comunals, equivalent als regidors dels ajuntaments a Catalunya.

## Cònsols actuals
Els cònsols que varen sortir elegits a les eleccions comunals de 2019 són els següents:
| Parròquia/Comú      | Cònsol major            | Cònsol menor                       | Llista/Partit                               | Refs.               |
| ------------------- | ----------------------- | ---------------------------------- | ------------------------------------------- | ------------------- |
| Canillo             | Francesc Camp Torres    | Marc Casal Tomàs                   | Demòcrates + Independents                   | [ 1 ] [ 2 ] [ 3 ]   |
| Encamp              | Laura Mas Barrionuevo   | Joan Miquel Rascagnères Llagostera | En Comú per Encamp (DA+L'A+Independents)    | [ 1 ] [ 4 ] [ 5 ]   |
| Ordino              | Josep Àngel Mortés Pons | Eva Choy Guiu                      | En Comú per Ordino (DA+L'A+SDP+ACO)         | [ 1 ] [ 6 ] [ 7 ]   |
| La Massana          | Olga Molne Soldevila    | Eva Sansa Jordan                   | Ciutadans Compromesos + DA + L'A            | [ 1 ] [ 8 ] [ 9 ]   |
| Andorra la Vella    | Sergi González Camacho  | Olalla Losada Seguín               | Enclar                                      | [ 1 ] [ 10 ] [ 11 ] |
| Sant Julià de Lòria | Josep Majoral Obiols    | Mireia Codina Lucas                | Terceravia + Unió Laurediana + Independents | [ 1 ] [ 12 ] [ 13 ] |
| Escaldes-Engordany  | Rosa Gili Casals        | Joaquim Dolsa Moya                 | Partit Socialdemòcrata i Independents       | [ 1 ] [ 14 ] [ 15 ] |